# Эстонский совет церквей
Эстонский совет церквей (эст. Eesti Kirikute Nõukogu, англ. Estonian Council of Churches, аббревиатура EKN) — это экуменическая организация эстонских христианских церквей и общин.

## История
Совет был основан в Пюхтицком монастыре 16 февраля 1989 года. Решение об учреждении подписали архиепископ Куно Паюла от Эстонской евангелическо-лютеранской церкви, митрополит Алексиус от Русской православной церкви, старший пресвитер Юло Мерилоо от евангелических христиан-баптистов, суперинтендант Олав Пярнаметс от Эстонской методистской церкви, старший пресвитер Аарне Крийск от адвентистов седьмого дня, Рейн Мунапуу от католической церкви в качестве наблюдателя.
Католическая церковь стала полноправным членом в 1994 году. В 1990-е годы в качестве членов-наблюдателей добавились Эстонская Апостольско-Православная Церковь, Эстонская Конгрегация Армянской Апостольской Церкви и Эстонская Христианская Пятидесятническая Церковь. В 2000 году к совету присоединилась и Эстонская харизматическая епископальная церковь.

## Общественная позиция
Совет опубликовал свои взгляды на вопросы биоэтики; относительно гомосексуализма; об отношении к приему беженцев; высказал мнение о внебрачном сожительство и его правовом регулировании, на темы религиозного образования, а также о внесении изменений в закон о прерывании беременности и стерилизации. В 2012 году совет направил министру юстиции Кристену Михалу свое мнение по проекту закона о сожительстве, в котором выразил несогласие с подобной браку регистрацией внебрачных форм сожительства, поскольку, по мнению совета, это привело бы к распространению принятия и пропаганды гомосексуализма в обществе: «Совет Церквей находит, повторяя ранее высказанное положение, что гомосексуальный образ жизни является перед лицом Всевышнего грехом в любой форме. Ни грех, ни порок не могут быть оправданы или законно приняты».

## Другая деятельность
Совет организует регулярные религиозно-социологические исследования «О жизни, вере и религиозной жизни» (1995, 2000, 2005-2006, 2010, 2015); осуществляет проект «Церкви Телисте»; присуждает экуменическую ежегодную премию и организует конкурсы экуменических проектов. Совет входит в качестве члена во Всемирный совет церквей.

## Члены
В состав Эстонского совета церквей входят:
- Эстонская евангелическо-лютеранская церковь[17]
- Союз Эстонских евангелических христианских и баптистских церквей
- Эстонская методистская церковь
- Апостольское управление Римско-католической церкви в Эстонии
- Эстонская христианская пятидесятническая церковь
- Эстонский союз церквей адвентистов седьмого дня
- Конгрегация Святого Григория Армянской Апостольской Церкви Эстонии
- Эстонская Апостольская Православная Церковь
- Эстонская Православная Церковь Московского Патриархата
- Эстонская харизматическая епископальная церковь

## Руководство
Президентами Эстонского совета церквей были Куно Паюла — с 1989 по 1993 год, Эйнар Сооне — с 1993 по 2013 год, Андрес Пыдер — с 2013 по 2022 год, и Урмас Вийьлма — с 2022 года.
Должность генерального директора занимали Ээрик Йыкс — с 1996 по 2004 год, Тауно Тедер — с 2004 по 2011 год (с 2009 по 2011 год в долгосрочной командировке за рубежом), Рууди Лейнус — с 2009 по 2022 год (в качестве исполняющего обязанности с 2009 года до 2011 года), Вильвер Орас — с 2022 года.
По состоянию на 2022 год совет имеет следующий состав руководства:
- Урмас Вийльма - президент
- Филипп Журдан - вице-президент, член правления
- Эрки Тамм – вице-президент, член правления
- Вильвер Орас - исполнительный секретарь
- Туулика Пикксаар – секретарь-помощник
- Кайса Тамме – руководитель проекта по работе со СМИ
- Трийн Салму – руководитель проекта по работе с молодежью
- Хейки Хальясорг – руководитель проекта по образованию
- Кармен Майкалу – руководитель проекта по ценностям и этике

## Публикации
Совет издал следующие публикации:
- "Armastame Loodu(s)t" 2020
- "Armulaud Eesti Kirikute Nõukogu liikmeskirikutes", 2017
- "Kuhu lähed, Maarjamaa? = Quo vadis, Terra Mariana?", 2016, toimetanud Eerik Jõks
- "Jätkusuutlik lastetöö koguduses : oikumeeniline lastetöö käsiraamat", 2012, toimetajad: Olga Schihalejev, Kaisa Kirikal
- "Astu alla rahva hulka : artikleid ja arutlusi Eesti elanikkonna vaimulaadist", 2012, toimetanud Eerik Jõks
- "Ristimine Eesti Kirikute Nõukogu liikmeskirikutes : kokkuvõte teoloogiakomisjoni ristimisteemalisest arutelust aastatel 2008-2010", 2011, toimetaja Tauno Teder ; eessõnad: Einar Soone, Eerik Jõks
- "Eesti Kirikute Nõukogu 20 : konverents ja jumalateenistus : 18. juuni 2009", 2009, toimetajad ja eessõna: Tauno Teder ja Ruudi Leinus
- "Eesti oikumeenia lugu", 2009, Riho Altnurme, Priit Rohtmets, Veiko Vihuri ... [jt.]
- "Autoriõiguse alused ja muusikateoste kasutamine", 2006, Heiki Pisuke
- Püha Rist : (poeem), 2005, Villem Ridala
- "Abort", 2005, John ja Barbara Willke
- "Oikumeeniline noortelaulik OIKU", 2003, tegevtoimetaja Mai-Liis Mäeväli

## См. Также
- Экуменизм
- Межрелигиозные организации
- Религия в Эстонии
- Христианство в Эстонии
- Католицизм в Эстонии
- Православие в Эстонии

## Внешние ссылки
- Эстонский совет церквей
- Совет по работе с молодежью Эстонского совета церквей